# Отпечатки в Хейсборо

Карта, показывающая местоположение Хэпписбурга в раннем плейстоцене, примерно 800 тыс. л. н.

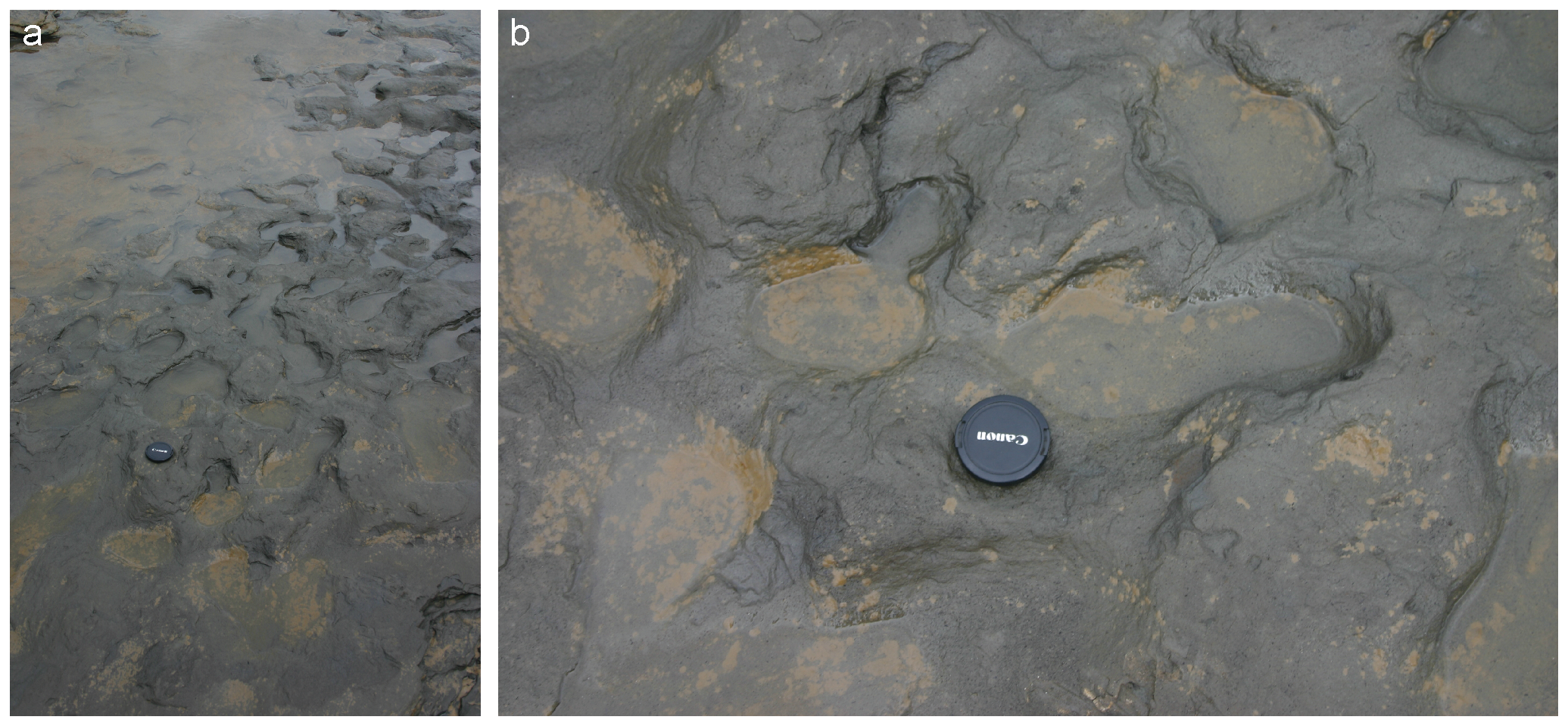
Отпечатки в Хейсборо

Отпечатки в Хе́йсборо (Хе́йсбро, Хэ́йсборо, Хэ́йсбро; англ. Happisburgh footprints, МФА [брит.] [ˈheɪz.bɜrə]) — окаменелые отпечатки (ихниты) следов ног (ступней) человека в Хейсборо, датируемые ранним плейстоценом.

## Обнаружение
В начале мая 2013 года эрозия прибрежных скал в районе Хейсборо (графство Норфолк, Великобритания) обнажила датируемые ранним плейстоценом (1—0,78 млн лет назад) почвы — слоистые алевриты. На одном из участков сохранились продолговатые углубления длиной 140—250 мм, шириной 60—110 мм и глубиной 30—50 мм. Сходство углублений с известными голоценовыми отпечатками человеческой ноги привлекло внимание исследователей из Британского музея, Музея естествознания и Университета королевы Марии.
Обнажившаяся поверхность исследовалась на протяжении двух недель с использованием методов фотограмметрии, позволяющих создание трёхмерных изображений. Анализ полученного материала подтвердил первоначальное предположение о том, что речь идёт о следах древних людей — вероятно, пяти разных особей. Обнаруженные следы, по всей видимости, принадлежат людям разного возраста и пола (исходя из соотношения длины стопы к росту как 0,15:1, рост оставивших следы людей мог варьироваться от 93 см до 1,7 м). В некоторых случаях можно отчётливо рассмотреть отпечатки пятки, свода стопы и даже пальцев, показывающие, что следы ведут на юг. Форма отпечатков, относительно более широких, чем известные из Кении следы Homo erectus и парантропа Бойса, совпадает с оценками, сделанными для ступней древнейшего европейского гоминида Homo antecessor.

## Значение
Результаты исследования отпечатков были обнародованы 7 февраля 2014 года. Возраст найденных в Норфолке следов оценивается более чем в 800 тысяч лет. По мнению Ника Аштона из Британского музея, эта находка заставляет пересмотреть прежние представления о появлении человека на территории современной Великобритании и всей Европы. По всей видимости, древние люди проникли в Британию по соединяющей её с остальной Европой перемычке, существовавшей около миллиона лет назад, и покинули эти места около 800 тысяч лет назад, когда началось похолодание. Следующими гоминидами на территории Великобритании были уже гейдельбергские люди, обитавшие там не ранее 500 тысяч лет назад (именно этим периодом датируются кости и зубы гейдельбергского человека, найденные в первой половине 1990-х годов в районе Боксгрова в Сассексе).
В Великобритании пока не найдено останков Homo antecessor, но в 2010 году та же исследовательская группа, которая нашла следы в Хейсборо, обнаружила каменные орудия, датируемые аналогичным периодом. До этого открытия самыми старыми известными человеческими следами на территории Великобритании считались обнаруженные в Аскмуте (Южный Уэльс) отпечатки эпохи мезолита, датированные всего лишь 4600 г. до н. э.
Возраст норфолкских следов слишком велик, чтобы для их датировки можно было эффективно использовать радиоуглеродный анализ, применимый к материалам, возраст которых не превышает нескольких десятков тысяч лет. Поэтому датировка следов была основана на комбинации анализа геологического контекста, обнаруженных в отложениях животных и растительных останков (часть которых принадлежит ныне вымершим видам) и палеомагнетизма — известных характеристик магнитного поля Земли в разные периоды.